# Дуган, Томми
То́мас Ду́ган (англ. Thomas Dougan; 22 ноября 1915 — дата смерти неизвестна), также известный как То́мми Ду́ган (англ. Tommy Dougan) — шотландский футболист, крайний правый нападающий.

## Футбольная карьера
Уроженец Холитауна, Норт-Ланаркшир, Томми начал футбольную карьеру в шотландском клубе «Аллоа Атлетик». Затем выступал за английский клуб «Танбридж-Уэллс Рейнджерс» в Южной лиге. В 1936 году его заметил главный тренер клуба «Плимут Аргайл» Боб Джек, после чего Дуган стал игроком «Плимута». 29 марта 1937 года Томми дебютировал за «Плимут Аргайл» в выездном матче Второго дивизиона против «Саутгемптона». Провёл в клубе три сезона, сыграв 43 матча и забив 6 мячей.
В марте 1939 года перешёл в «Манчестер Юнайтед» за 4000 фунтов стерлингов. Дебютировал за клуб 29 марта 1939 года в матче Первого дивизиона против «Эвертона» на стадионе «Олд Траффорд». В оставшейся части сезона провёл ещё три матча в Первом дивизионе. Затем официальные турниры в Англии были прекращены в связи с началом войны.
В сентябре 1940 года Дуган вернулся в Шотландию, став игроком клуба «Харт оф Мидлотиан». Выступал за команду в военных турнирах, сыграв 43 матча и забив 13 голов в Южной футбольной лиге, а также 9 матчей в Кубке южной лиги, а в 1941 году помог «Хартс» дойти до финала Кубка южной лиги (в переигровке финала «Хартс» проиграл «Рейнджерс»). В 1942 году перешёл в другой шотландский клуб «Данфермлин Атлетик», за который выступал до 1944 года. Затем перешёл в «Гамильтон Академикал», где был основным правым вингером и забил 6 мячей в 29 матчах сезона 1944/45. В феврале 1946 года провёл 5 матчей за «Килмарнок», после чего вернулся в «Данфермлин Атлетик».

## Статистика выступлений
| Клуб              | Сезон            | Лига | Лига | Кубок | Кубок | Итого | Итого |
| Клуб              | Сезон            | Игры | Голы | Игры  | Голы  | Игры  | Голы  |
| ----------------- | ---------------- | ---- | ---- | ----- | ----- | ----- | ----- |
| Плимут Аргайл     | 1936/37          | 4    | 0    | 0     | 0     | 4     | 0     |
| Плимут Аргайл     | 1937/38          | 29   | 4    | 1     | 0     | 30    | 4     |
| Плимут Аргайл     | 1938/39          | 9    | 2    | 0     | 0     | 9     | 2     |
| Плимут Аргайл     | Итого            | 42   | 6    | 1     | 0     | 43    | 6     |
| Манчестер Юнайтед | 1938/39          | 4    | 0    | 0     | 0     | 4     | 0     |
| Манчестер Юнайтед | Итого            | 4    | 0    | 0     | 0     | 4     | 0     |
| Всего за карьеру  | Всего за карьеру | 46   | 6    | 1     | 0     | 47    | 6     |